# ساوث هيوستن
ساوث هيوستن (بالإنجليزية: South Houston, Texas)‏ هي مدينة تقع بولاية تكساس في شمال شرق الولايات المتحدة. تبلغ مساحة هذه المدينة 7.8 (كم²)، وترتفع عن سطح البحر 9 م، بلغ عدد سكانها 16983 نسمة في عام 2010 حسب إحصاء مكتب تعداد الولايات المتحدة .

## التركيبة السكانية
حدّد مكتب تعداد الولايات المتحدة بيانات التركيبة السكانية لساوث هيوستن في تعداد الولايات المتحدة. في ما يلي، التركيبة السكانية حسب تعدادي 2000 و2010.

### تعداد عام 2000
بلغ عدد سكان ساوث هيوستن 15,833 نسمة بحسب تعداد عام 2000، وبلغ عدد الأسر 4,593 أسرة وعدد العائلات 3,696 عائلة مقيمة في المدينة. في حين سجلت الكثافة السكانية 2,006.7 نسمة لكل كيلومتر مربع (5,197.3/ميل2). وبلغ عدد الوحدات السكنية 4,947 وحدة بمتوسط كثافة قدره 627 لكل كيلومتر مربع (1,623.9/ميل2).
وتوزع التركيب العرقي للمدينة بنسبة 65.33% من البيض و1.04% من الأمريكيين الأفارقة و0.60% من الأمريكيين الأصليين و0.70% من الأمريكيين ذوي الأصول الآسيوية و0.05% من سكان جزر المحيط الهادئ و27.74% من الأعراق الأخرى و4.53% من عرقين مختلطين أو أكثر و77.93% من الهسبانيون أو اللاتينيون من أي عرق.
بلغ عدد الأسر 4,593 أسرة كانت نسبة 54.2% منها لديها أطفال تحت سن الثامنة عشر تعيش معهم، وبلغت نسبة الأزواج القاطنين مع بعضهم البعض 60.1% من أصل المجموع الكلي للأسر، ونسبة 13.9% من الأسر كان لديها معيلات من الإناث دون وجود شريك،  بينما كانت نسبة 6.5% من الأسر لديها معيلون من الذكور دون وجود شريكة وكانت نسبة 19.5% من غير العائلات. تألفت نسبة 15.4% من أصل جميع الأسر من عدة أفراد يعيشون في نفس المنزل ونسبة 5.4% كانت تتألف من شخص يعيش بمفرده يبلغ من العمر 65 عاماً أو أكثر. وبلغ متوسط حجم الأسرة المعيشية 3.45، أما متوسط حجم العائلات فبلغ 3.86.
بلغ العمر الوسطي للسكان 27.5 عاماً. وكانت نسبة 34.1% من القاطنين تحت سن الثامنة عشر، وكانت نسبة 11.7% بين الثامنة عشر والرابعة والعشرين عاماً، ونسبة 30.8% كانت واقعةً في الفئة العمرية ما بين الخامسة والعشرين والرابعة والأربعين عاماً، ونسبة 16.5% كانت ما بين الخامسة والأربعين والرابعة والستين، ونسبة 6.8% كانت ضمن فئة الخامسة والستين عاماً فما فوق. يوجد لكل 100 أنثى 104.1 ذكر، ويوجد لكل 100 أنثى في الثامنة عشر من عمرها فما فوق 103.5 ذكر.
بلغ متوسط دخل الأسرة في المدينة 31,924 دولارًا، أما متوسط دخل العائلة فبلغ 34,903 دولارًا. وكان متوسط دخل الذكور 27,360 دولارًا مقابل 19,870 دولارًا للإناث. وسجل دخل الفرد الخاص بالمدينة 12,308 دولارًا. وكانت نسبة 17.3% من العائلات ونسبة 20.9% من السكان تحت خط الفقر، وكان من هؤلاء نسبة 26% تحت سن الثامنة عشر ونسبة 10.5% في الخامسة والستين من العمر وما فوق.

## معرض صور

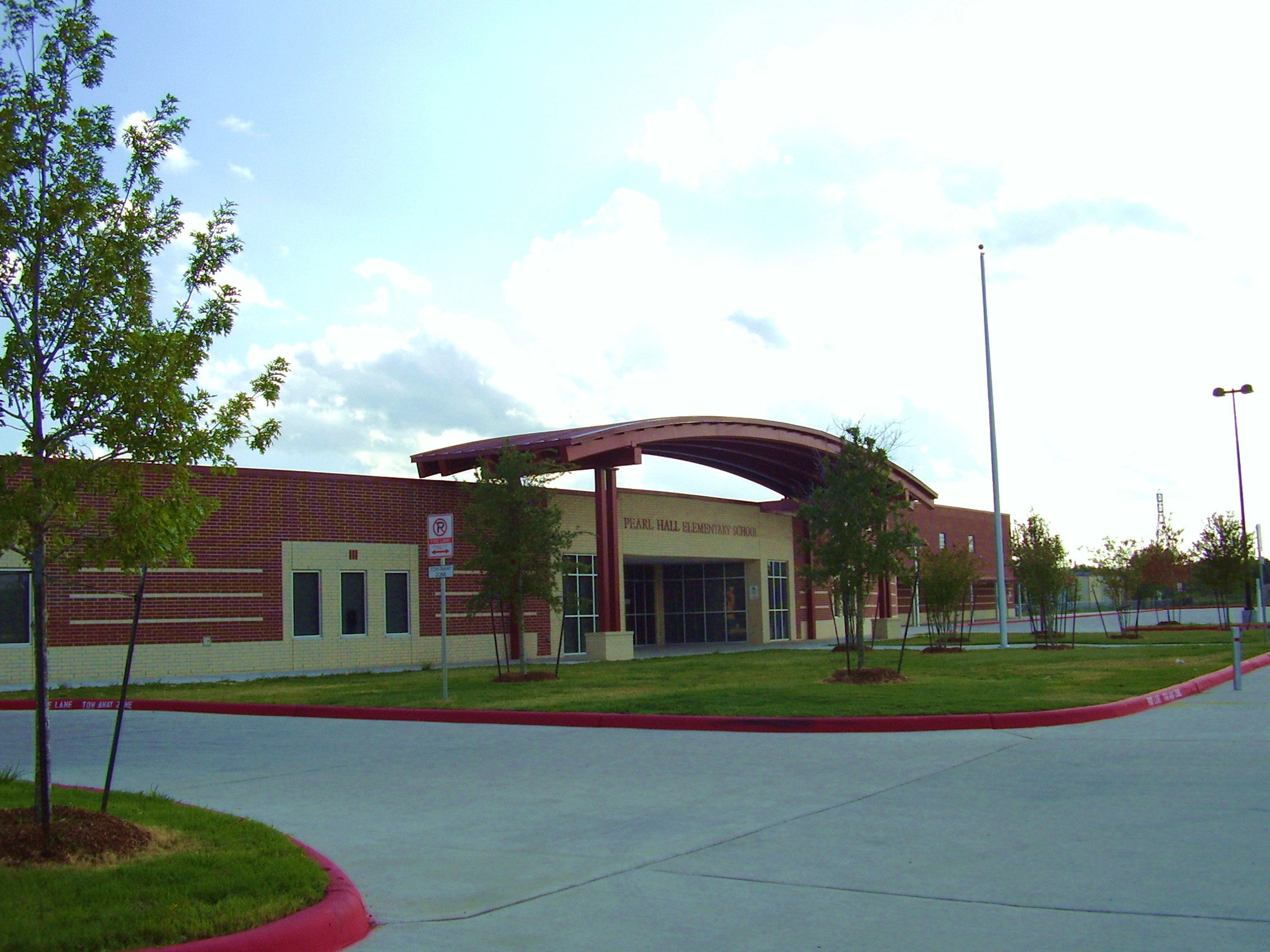
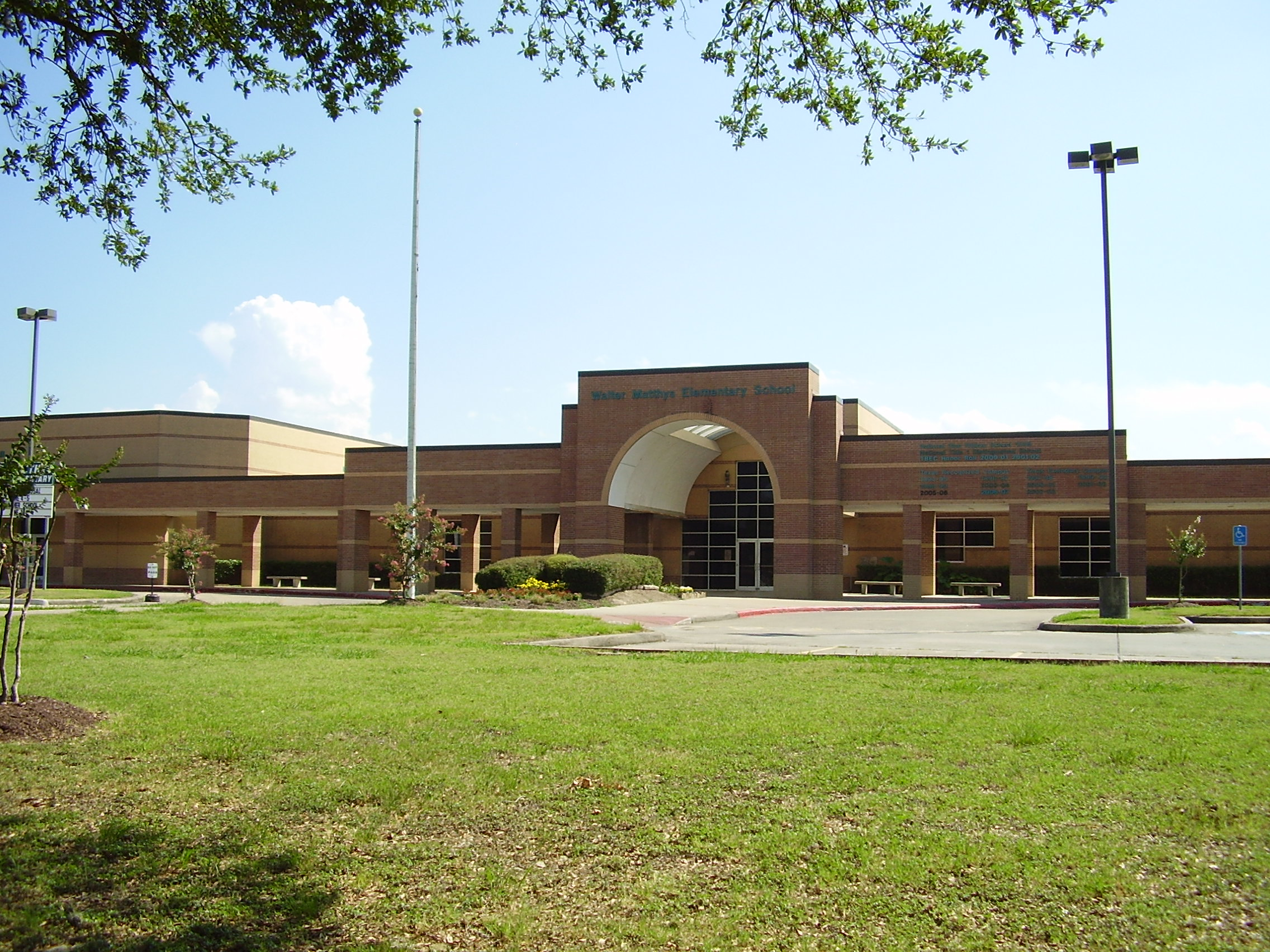
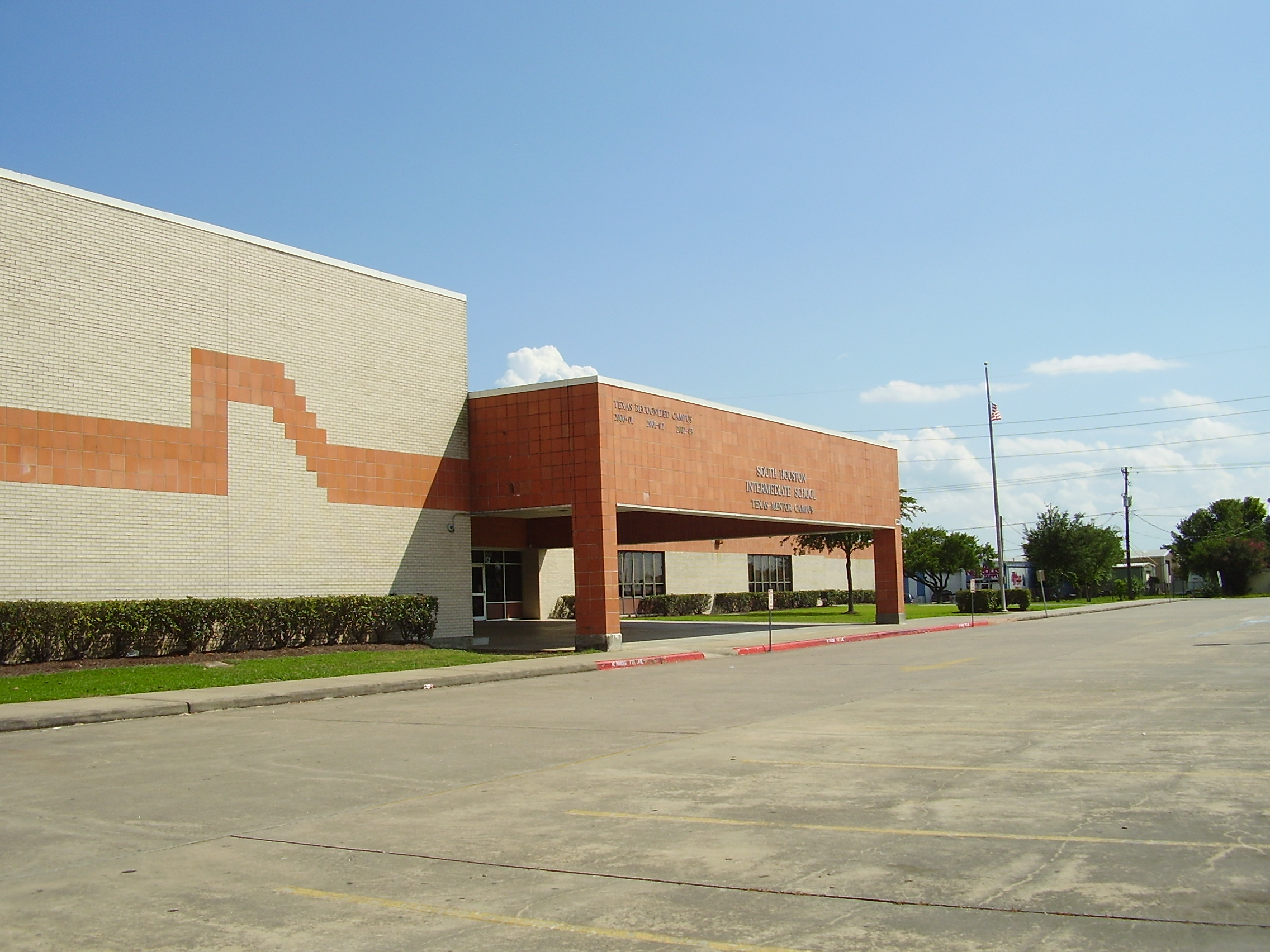
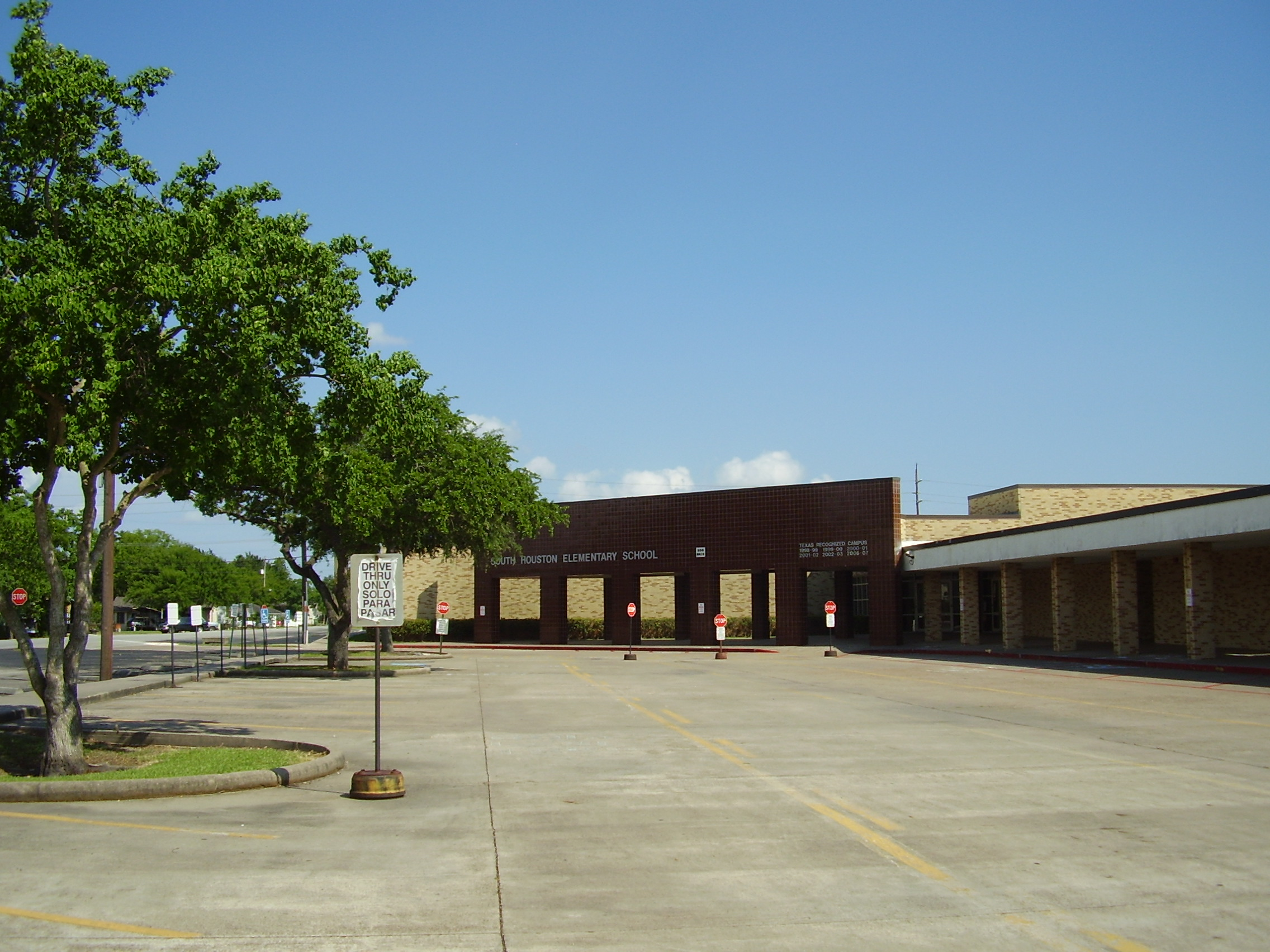
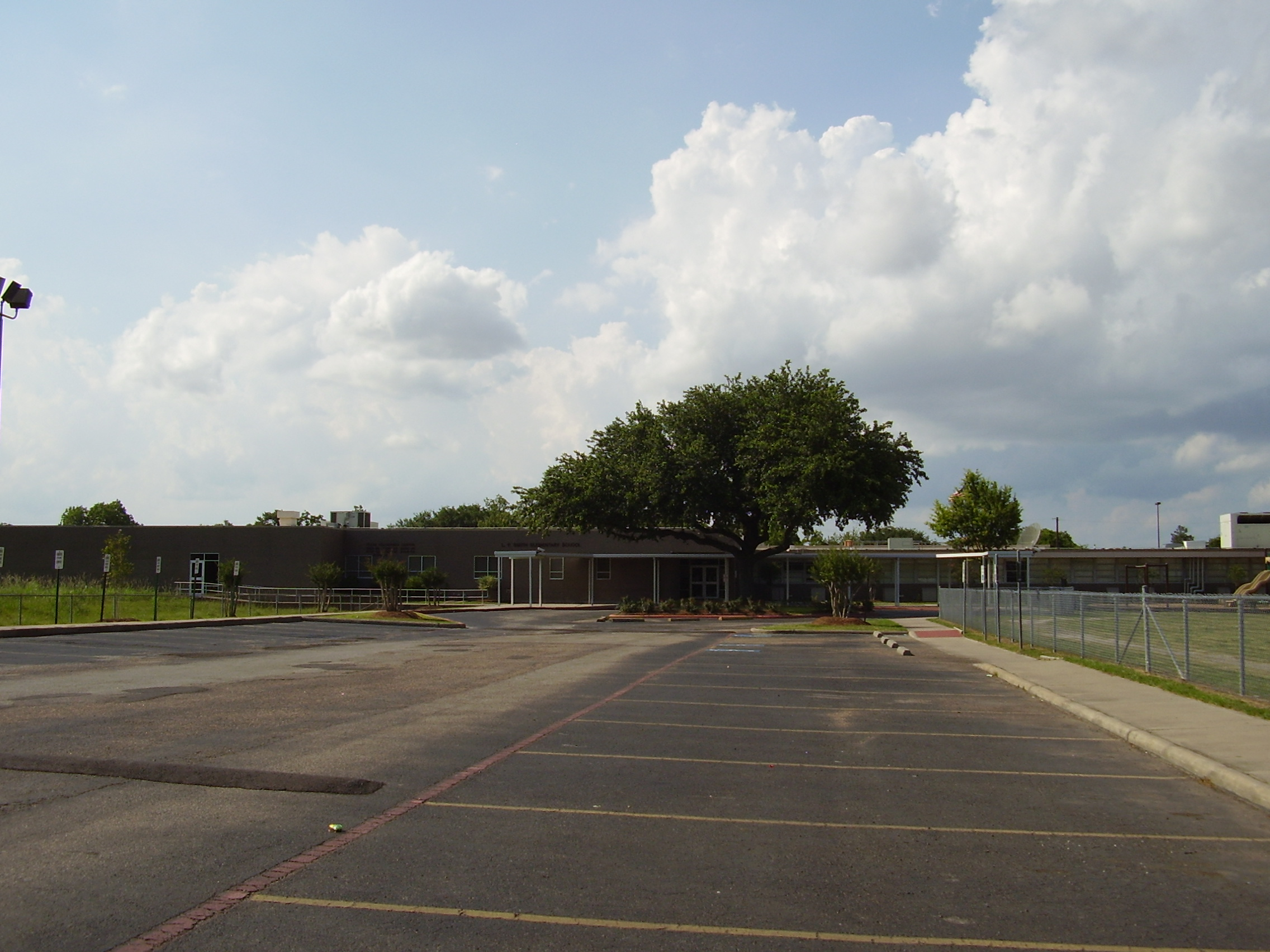

### تعداد عام 2010
بلغ عدد سكان ساوث هيوستن 16,983 نسمة بحسب تعداد عام 2010، وبلغ عدد الأسر 4,792 أسرة وعدد العائلات 3,878 عائلة مقيمة في المدينة. في حين سجلت الكثافة السكانية 2,152.5 نسمة لكل كيلومتر مربع (5,574.9/ميل2). وبلغ عدد الوحدات السكنية 5,258 وحدة بمتوسط كثافة قدره 666.4 لكل كيلومتر مربع (1,726.0/ميل2).
وتوزع التركيب العرقي للمدينة بنسبة 65.90% من البيض و1.54% من الأمريكيين الأفارقة و0.86% من الأمريكيين الأصليين و0.56% من الأمريكيين ذوي الأصول الآسيوية و0.02% من سكان جزر المحيط الهادئ و27.55% من الأعراق الأخرى و3.57% من عرقين مختلطين أو أكثر و88.05% من الهسبانيون أو اللاتينيون من أي عرق.
بلغ عدد الأسر 4,792 أسرة كانت نسبة 53.7% منها لديها أطفال تحت سن الثامنة عشر تعيش معهم، وبلغت نسبة الأزواج القاطنين مع بعضهم البعض 53.9% من أصل المجموع الكلي للأسر، ونسبة 18% من الأسر كان لديها معيلات من الإناث دون وجود شريك،  بينما كانت نسبة 9% من الأسر لديها معيلون من الذكور دون وجود شريكة وكانت نسبة 19.1% من غير العائلات. تألفت نسبة 14.3% من أصل جميع الأسر من عدة أفراد يعيشون في نفس المنزل ونسبة 5% كانت تتألف من شخص يعيش بمفرده يبلغ من العمر 65 عاماً أو أكثر. وبلغ متوسط حجم الأسرة المعيشية 3.54، أما متوسط حجم العائلات فبلغ 3.92.
بلغ العمر الوسطي للسكان 28.6 عاماً. وكانت نسبة 33.3% من القاطنين تحت سن الثامنة عشر، وكانت نسبة 11.3% بين الثامنة عشر والرابعة والعشرين عاماً، ونسبة 28.8% كانت واقعةً في الفئة العمرية ما بين الخامسة والعشرين والرابعة والأربعين عاماً، ونسبة 19.4% كانت ما بين الخامسة والأربعين والرابعة والستين، ونسبة 7.2% كانت ضمن فئة الخامسة والستين عاماً فما فوق. وتوزع التركيب الجنسي للسكان بنسبة 50.6% ذكور و49.4% إناث.

## وصلات خارجية
- The US50 - Cities and Towns in Texas State